# Moteur V6 VQ Nissan
Le Moteur V6 VQ  est un moteur thermique automobile à combustion interne, quatre temps, avec  six cylindres en V alésés directement dans le bloc en aluminium, ouvert à 60°, refroidi par eau, doté d'un vilebrequin 4 paliers, avec 2 arbres à cames en tête, entraîné par une chaîne de distribution, avec 2 culasses en aluminium, 24 soupapes en tête. Le moteur V6 VQ fait partie des 10 meilleurs moteurs du monde, presque chaque année depuis la création de l'élection. Le moteur VQ remplace le moteur VE et le moteur VG. Chez Renault, il remplacera le « moteur V6 ESL » qui était produit par la Société Française de Mécanique, commun à Renault et PSA.

## Versions Essence

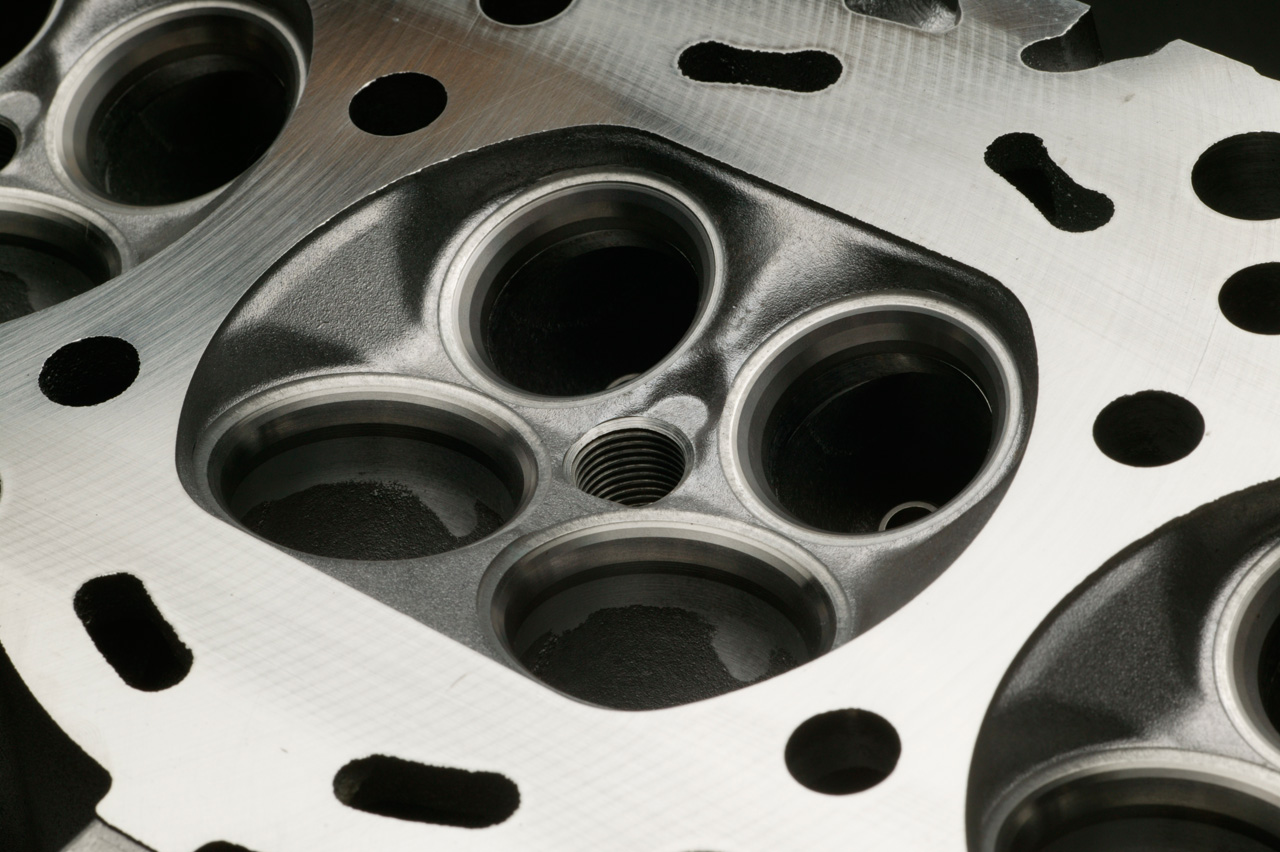
Culasse de VQ35DE

Les moteurs VQ sont des V6 avec des cylindrées qui varient entre 2 et 4 litres.
Ayant équipé plusieurs modèles de la firme japonaise et de ses filiales, il est également présent depuis le début des années 2000 sur certains modèles Renault à la suite de l'alliance entre les deux constructeurs automobiles.
Les caractéristiques du moteur VQ essence sont:
- Architecture 6 cylindres en V
- Angle de 60 ° entre les rangées de cylindres
- Bloc en aluminium
- Culasse en aluminium
- Injection électronique
- Double arbre à cames en tête à 4 soupapes par cylindre

Le moteur VQ a évolué au fil des ans en 14 versions, et devint bientôt l'une des références au monde en ce qui concerne la fiabilité, la rondeur et la douceur de fonctionnement. Il est également le seul moteur à avoir toujours été présent dans la liste des 10 meilleurs moteurs de l'année.

## Versions Diesel (V9X)
En diesel, ce moteur partage 25 % de ses composants avec le moteur M (M9R). Cette version diesel a un bloc moteur en fonte. Il fait son apparition en 2008, sous le capot de la Renault Laguna III coupé.
Les caractéristiques du moteur VQ diesel sont:
- Architecture 6 cylindres en V
- Cylindrée de 2 993 cm3
- Alésage et course de 84 x 90 mm
- Bloc en fonte
- Culasse en aluminium
- Double arbre à cames en tête à 4 soupapes par cylindre

### Utilisation
- Nissan Altima
- Nissan Elgrand
- Nissan GT-R R35
- Nissan 350Z
- Nissan Murano
- Infiniti EX
- Infiniti FX
- Infiniti M
- Nissan Pathfinder
- Nissan Navara
- Renault Latitude
- Renault Laguna III
- Renault Espace IV
- Nissan Stagea